# Kim Xuyên, Kim Xương
Kim Xuyên (tiếng Trung: 金川区; bính âm: Jīnchuān qū) là một quận của thành phố Kim Xương, tỉnh Cam Túc, Trung Quốc. Quận có diện tích 3019 km², dân số năm 2004 là 200.000 người.
Kim Xuyên được chia thành 8 đơn vị hành chính cấp hương gồm 6 nhai dạo và 2 trấn.
- Nhai đạo:
  - Tân Hà Lộ (滨河路街道)
  - Quế Lâm Lộ (桂林路街道)
  - Bắc Kinh Lộ (北京路街道)
  - Kim Xuyên Lộ (金川路街道)
  - Tân Hoa Lộ (新华路街道)
  - Quảng Châu Lộ (广州路街道)
- Trấn:
  - Ninh Viễn Bảo (宁远堡镇)
  - Song Loan (双湾镇)